# Dirphia imperialis
Dirphia imperialis är en fjärilsart som beskrevs av Max Wilhelm Karl Draudt 1930. Dirphia imperialis ingår i släktet Dirphia och familjen påfågelsspinnare. Inga underarter finns listade i Catalogue of Life.